# Sewero-Ewenski rajon
Der Sewero-Ewenski rajon (russisch Се́веро-Эве́нский райо́н) ist ein Rajon der Oblast Magadan im Nordosten Russlands. Verwaltungszentrum ist die Siedlung städtischen Typs Ewensk.

## Geographie

### Lage
Der Sewero-Ewenski rajon liegt im Nordosten der Oblast. Er wird im Süden vom Ochotskischen Meer begrenzt, grenzt im Osten an die Region Kamtschatka, im Nordosten an den Autonomen Kreis der Tschuktschen sowie im Nordwesten an den Srednekanski rajon und im Westen an den Omsuktschanski rajon der Oblast Magadan.

### Relief und Flüsse
Von Südwesten nach Nordosten wird der Rajon vom Hauptkamm des Kolymagebirges durchschnitten, das im Westteil Höhen von fast 2000 m erreicht. Das Gebiet nordwestlich davon wird vom größten Kolyma-Zufluss Omolon und dessen Nebenflüssen entwässert. Im südöstlichen Teil des Rajons überwiegt flacheres Gelände bis hin zu niedrigem Mittelgebirge. Hier fließt die Gischiga dem Gischigabusen des Ochotskischen Meeres zu, ganz im Osten der Paren dem Penschinabusen (Unterlauf und Mündung bereits auf dem Territorium der Region Kamtschatka). Ein Teil der Nordwestküste des Penschinabusens wie auch die gebirgige (bis fast 1500 m) Halbinsel Taigonos, die Penschinabusen und Gischigabucht trennt, liegen im äußersten Südosten des Rajons.

### Bevölkerung
Der Rajon hat 2819 Einwohner (2008), seine Fläche beträgt 102.000 km². Mit einer Bevölkerungsdichte von nur 0,028 Einwohnern pro km² (oder einem Einwohner auf 36 km²) ist er der am dünnsten besiedelte der Oblast und einer der dünnstbesiedelten ganz Russlands. Mehr als die Hälfte der Bevölkerung stellen Angehörige der indigenen Völker (neben Ewenen auch Korjaken, Itelmenen, Tschuktschen und Kamtschadalen). Der Rest sind hauptsächlich Russen.

### Verwaltungsgliederung
Der Rajon umfasst neben dem Verwaltungszentrum, der Städtischen Siedlung Ewensk, fünf Ländliche Siedlungen mit insgesamt sechs Dörfern:
- Garmandinskoje (Гармандинское) mit dem Dorf Garmanda
- Gischiginskoje (Гижигинское) mit Gischiga
- Taigonosskoje (Тайгоносское) mit Topolowka
- Tschaibuchinskoje (Чайбухинское) mit Verwaltungssitz in Tschaibucha und dem Dorf Malaja Tschaibucha
- Werchneparenskoje (Верхнепареньское) mit Werchni Paren

## Geschichte
Das zuvor von Ewenen und Angehörigen anderer kleiner Ethnien bewohnte Gebiet wurde im 17. Jahrhundert erstmals von russischen Kosaken auf ihrem Vordringen nach Osten erreicht. Die Kolonisation wurde jedoch erst in der zweiten Hälfte des 18. Jahrhunderts intensiviert, als nahe der Gischigamündung 1752 ein Ostrog entstand und 1783 zur Stadt erhoben wurde. Die anfangs auch Ischiginsk oder Gischiginsk genannte Stadt (heute Dorf Gischiga) hatte zwar nie mehr als einige Hundert Einwohner, wurde aber Verwaltungssitz eines riesigen, gleichnamigen Okrugs der Oblast Primorje.
Anfang der 1850er-Jahre bereiste und beschrieb der deutschbaltische Entdecker und Naturforscher Karl von Ditmar auf seinen Kamtschatka-Expeditionen das Gebiet („nach dem öden Ischiginsk, […]  ferner in die wilden Berge und einsamen Tundren der Halbinsel Taigonos“).
In der sowjetischen Periode wurde der Okrug Gischiga (Gischiginski) am 4. Januar 1926 in den Gischiginski (Penschinski) rajon der Fernöstlichen Region umgewandelt. Aus dessen westlichem Teil entstand am 9. Juli 1931 der Sewero-Ewenski rajon und wurde dem seit 1930 bestehenden Ochotskisch-Ewenischen Nationalkreis angegliedert. Der Name steht für „Nord-Ewenischer Rajon“, da es sich um das nördlichste Hauptsiedlungsgebiet der Ewenen handelt. Verwaltungssitz wurde das Dorf Najachan.
Nach Auflösung des Nationalkreises am 22. Juli 1934 gehörte der Rajon zur Oblast Unterer Amur (Nischneamurskaja), nach wie vor  als Teil der Fernöstlichen Region bzw. nach deren Aufspaltung am 20. Oktober 1938 als Teil der Region Chabarowsk. Als am 3. Dezember 1953 die Oblast Magadan aus der Region Chabarowsk ausgegliedert wurde, kam der Sewero-Ewenski rajon zu ersterer.
Bereits 1951 war der Verwaltungssitz nach Ewensk, das frühere Dorf Bolschaja Garmanda, verlegt worden, nachdem Najachan durch ein Hochwasser vollständig zerstört worden war. 1954 wurde der westliche Teil des Gebietes als Omsuktschanski rajon abgespalten.

### Einwohnerentwicklung
| Jahr | Einwohner |
| ---- | --------- |
| 1959 | 4781      |
| 1970 | 6164      |
| 1979 | 7475      |
| 2002 | 3744      |
| 2008 | 2819      |

Anmerkung: 1959–2002 Volkszählungsdaten

## Wirtschaft und Infrastruktur
Hauptwirtschaftszweig ist der Goldbergbau. Daneben werden von der indigenen Bevölkerung vorwiegend Rentierzucht, Jagd und Fischfang betrieben.
Feste Straßen gibt es nicht. Das Verwaltungszentrum Ewensk besitzt einen kleinen Flughafen (Sewero-Ewensk, ICAO-Code UHMW).